# Mussim
El mussim, també anomenat waada en certes zones d'Algèria, agdud en amazic, o muggar al sud-oest del Marroc (en amazic taixelhit), designa al nord d'Àfrica una celebració anual que relaciona una festa tradicional, que a vegades pot ser religiosa (sovint per honorar un sant) amb activitats festives i comercials.

## Algèria

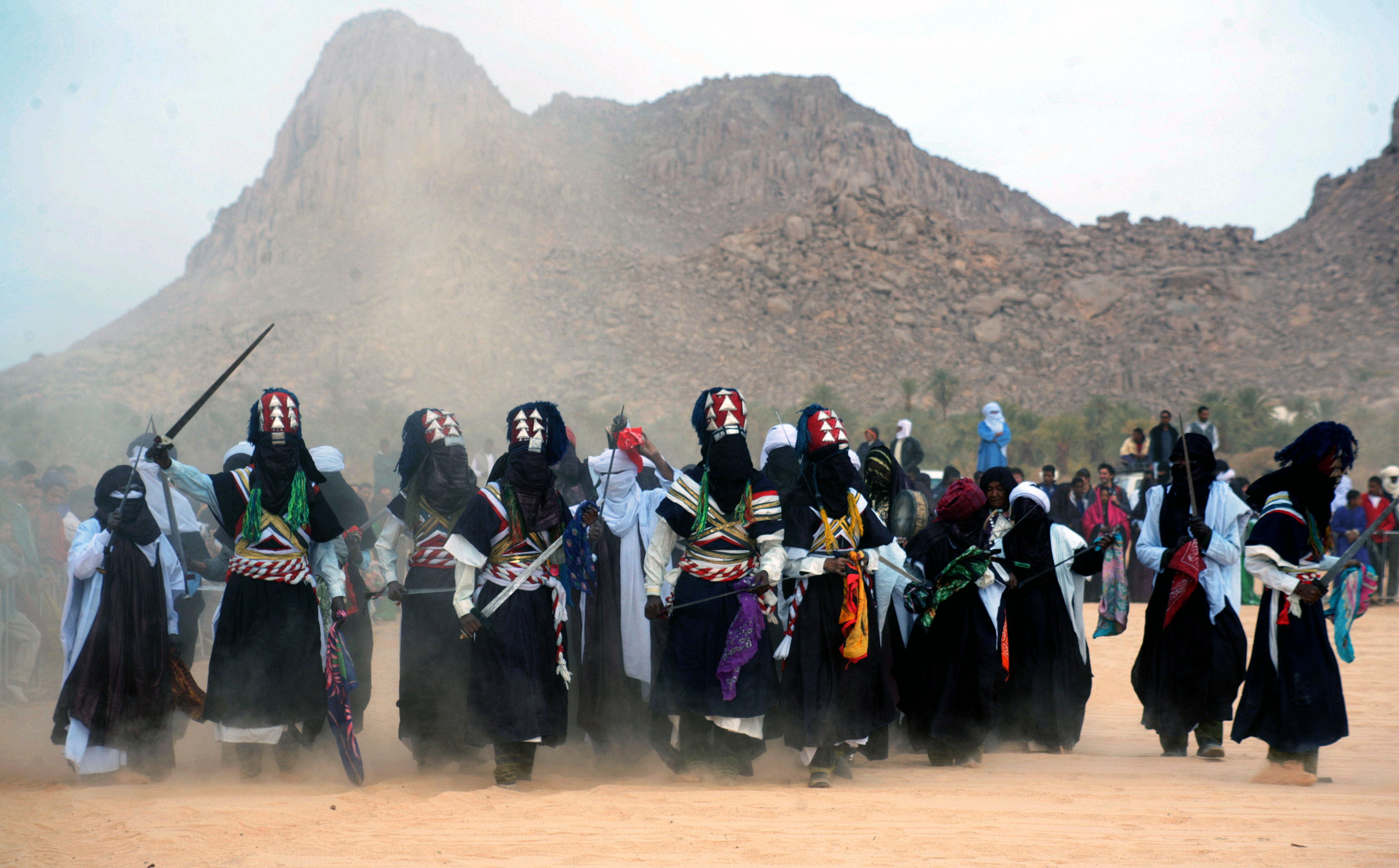
Sebiba a l'oasi de Tanis

Algèria té moltes festivitats convocades en certes regions: mussim o waada o rekb. Aquestes festivitats són fets culturals vinculats a la collita, els sants musulmans o la natura. Aquestes festes són religioses però també seculars. L'origen del nom rekb o waâda prové de la paraula waâd, que significa 'trobada', 'reunió'.
El mussim algerià més important del territori és el de l'oasi de Beni Abbes.
Alguns estan inclosos en la llista del Patrimoni Mundial Immaterial de la UNESCO:
- el pelegrinatge anual al Mausoleu de Sidi Abdelkader a El Abiodh Sidi Cheikh;[8]
- Sbuâ: aquest esdeveniment religiós se celebra durant set nits i set dies; commemora el naixement de Mahoma (Màwlid an-Nabí) en ritus específics de la zona de Gurara. Té lloc als antics ksar, els oasis, i els mausoleus dels sants musulmans;[9]
- el ritual i les cerimònies dels Sebeïba a l'oasi de Tanis.[10]

Entre els mussim i waada algerians, es poden citar:

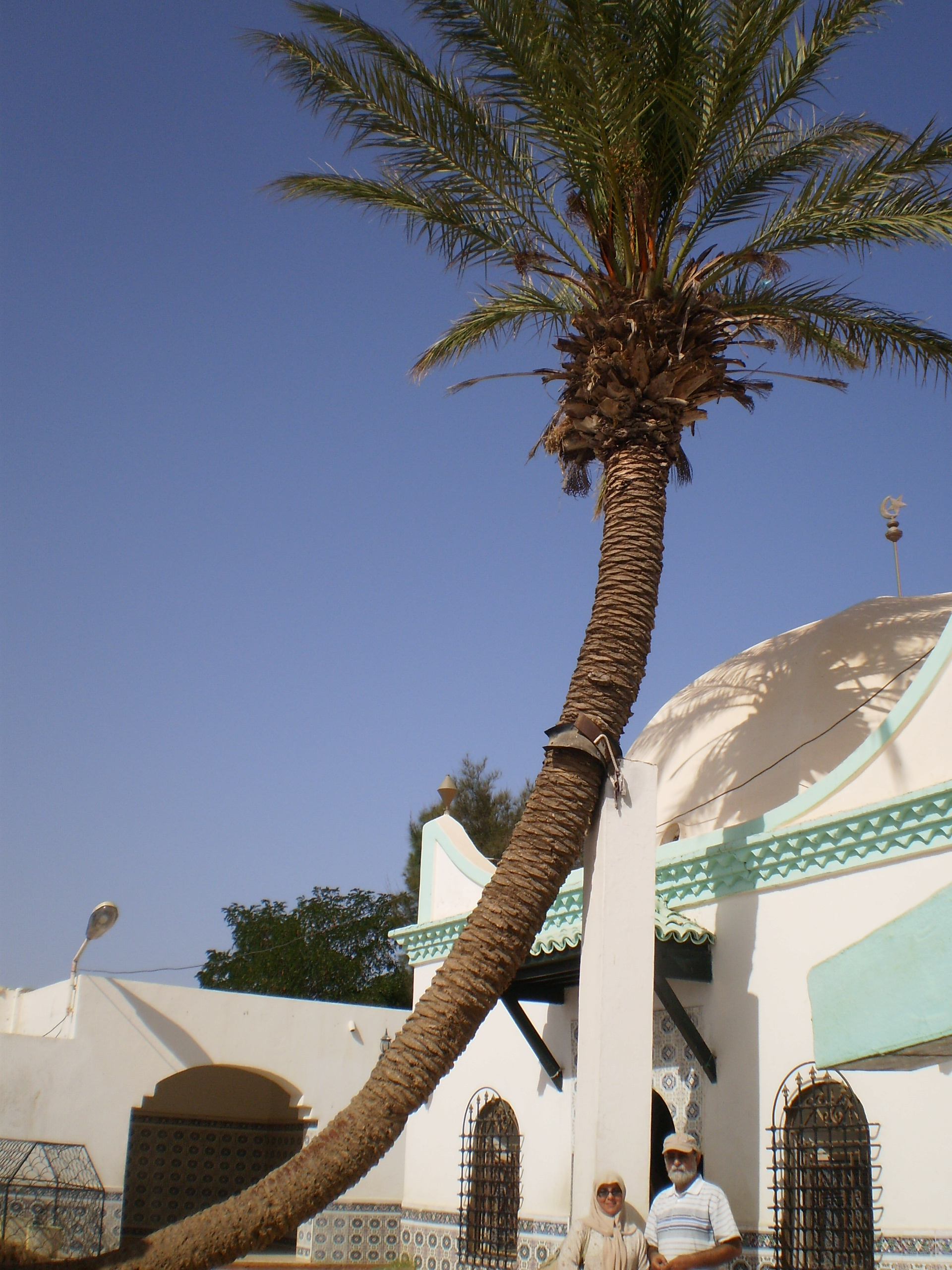
Mausoleu de Sidi Lakhdar Ben Khlouf

- el tafsit ('colors de la primavera'): aquesta festa és específica de la regió de l'Ahaggar. Hui marca l'arribada de la primavera i se celebra durant tres dies. Durant el tafsit, s'ofereixen activitats com ara senderisme al cor del Sàhara, l'elecció de "Miss Ahaggar", del millor artesà, del dromedari més bell...[11]
- El mussim dels dàtils de Taghit: aquest mussim se celebra a finals d'octubre coincidint amb la collita de dàtils, que és el principal recurs agrícola de Saura;[11]
- el mussim de Mâatkas ('el Festival de Ceràmica'): el festival de terrissa té lloc cada estiu al mes de juny, a la regió de Mâatkas, a la Cabília, a la wilaya de Tizi Ouzou. La professió de terrissa en aquesta àrea és essencialment femenina;[11]
- El mussim del corall d'El Kala: és el més important del nord-est algerià, se celebra a l'agost. Reuneix molts pescadors, artesans i comerciants;
- Mussim de maduixa a Skikda: celebra la collita de maduixes amb música tradicional;[12]
- la waada de Sidi Lakhdar Ben Khlouf, el mussim més important de la wilaya de Mostaganem;[13]
- la waada de Sidi El Hasni (Província d'Orà);[14]
- la waada de Sidi Yahia Bensfia (Província de Tlemcen);
- la waada d'Asla a la Província de Naama, en honor de Sidi Ahmed El Mejdoub.[15]

## Marroc
Al Marroc, hi ha entre 600 i 700 mussim. Alguns són molt famosos i atrauen, a més de les tribus autòctones, visitants marroquins o estrangers. Podem citar-ne:
- el mussim de Sidi Bouabid Xerki a Bejaad (setembre);
- el mussim de les Ametlles, a Tafraout (febrer);
- Mussim de les Cireres, a Sufruy (juny);
- el mussim dels Dàtils, a Erfoud (octubre);
- el mussim d'Imilchil (setembre);
- El mussim de la Mel, a Imouzzer des Ida-Outanane (agost);
- el mussim de Moulay Abdallah Amghar, a Moulay Abdallah, a prop d'Al-Djadida (agost);[17]
- el mussim de les Roses, a Kalaat M'Gouna (maig);
- el mussim de Sidi Ahmed Belahcen, a Mediouna (juliol);
- el mussim de Tan-Tan, "inscrit el 2008 en la Llista Representativa del Patrimoni Cultural Immaterial de la Humanitat";[18]
- el mussim de Regragas, organitzat per la Confraria de Chiadmas d'Essaouira. Les festes duren 40 dies i comencen amb l'equinocci de primavera.